# Steve Emtman
Steven Charles Emtman (Spokane, 16 aprile 1970) è un ex giocatore di football americano statunitense che ha militato nel ruolo di defensive end per sette anni nella National Football League (NFL). Fu scelto come primo assoluto nel Draft NFL 1992 dagli Indianapolis Colts. Al college ha giocato a football all'Università di Washington.

## Carriera professionistica
Etman fu la prima scelta assoluta degli Indianapolis Colts nel Draft del 1992. La sua giocata più memorabile fu un intercetto ritornato per 90 yard in touchdown mentre il tempo stava scadendo che sigillò la vittoria a sorpresa 31-20 sui Miami Dolphins nella sua stagione da rookie.
La carriera di Steve nella NFL fu costellata dagli infortuni, terminando ognuna delle sue tre stagioni con i Colts in lista infortunati. Dopo nove gare della sua stagione da rookie si infortunò al ginocchio. La stagione successiva si ruppe il tendine patellare del ginocchio destro, un infortunio da cui nessun giocatore della lega era mai ritornato. Nell'ottobre 1994, a dispetto delle previsioni, Emtman fece ritorno contro la squadra che tifava da bambino, i Seattle Seahawks. Nella sua prima giocata, mise a segno un tackle su Chris Warren che causò agli avversari una perdita di 5 yard. Nel secondo quarto, però, si ruppe una vertebra del collo dopo uno scontro con un compagno di squadra. Emtman contrinuò a giocare ma, dopo la fine della gara, non riusciva più a stringere i pugni a causa del danno subito ai nervi. Continuò a giocare per altre tre settimane finché il dolore non lo costrinse a sottoporsi a un'operazione chirurgica. In seguito giocò per i Miami Dolphins e i Washington Redskins. La sua carriera terminò nel 1997 all'età di 27 anni.

## Palmarès
- PFWA All-Rookie Team - 1992
- Lombardi Award - 1991
- College Football Hall of Fame